# Prázdný řetězec
Prázdný řetězec je řetězec nulové délky.
V programovacích jazycích se zpravidla zapisuje pomocí dvojice uvozovek, mezi kterými nic není: "", případně dvojicí apostrofů: ''.
V teorii formálních jazyků je prázdný řetězec neutrální prvek pro operaci zřetězení; obvykle se značí řeckým písmenem ε nebo λ.